# Carlos Asuaje
Carlos A. Asuaje (nacido en Barquisimeto, Lara, Venezuela, el 2 de noviembre de 1991), es un beisbolista profesional venezolano, que juega en la posición de Segunda base, con los Reno Aces de la organización de los Arizona Diamondbacks el la clase Triple A.

## Carrera como beisbolista
Asuaje fue seleccionado por los Medias Rojas De Boston en la ronda 11 del draft de 2013 proveniente de la Universidad Nova Southeastern en el condado de Broward, Florida . Se llegó a un acuerdo sobre un contrato pidiendo un bono de firma de $ 100.000.

### 2013
Debutó profesionalmente con los Lowell Spinners de la New York - Penn League de clase Clase A temporada corta, en la temporada de 2013, comenzando su carrera como campocorto, pero con el tiempo se trasladó a tiempo completo a la tercera base. También ha demostrado la posibilidad de jugar la segunda base o el jardín izquierdo o si es necesario, pasar algún tiempo como el bateador designado. En tan sólo 52 juegos para los Lowell Spinners, obtuvo un Promedio de bateo .269 / .366 / .368 con 19 carreras anotadas y 20 carreras impulsadas.

### 2014
En el 2014, Asuaje bateó para un AVG de .305 en 90 juegos para los Greenville Drive, desde el 3 de abril hasta el 17 de septiembre de 2014, dejando 73 carreras impulsadas y anotando 59 veces, mientras que bateó OBP de .391 y 41 bases por bolas. Bateo 11 jonrones, 10 triples y 24 dobles, que encabezó la South Atlantic League con un porcentaje de slugging de .542. 
14 de julio se unió a los Salem Red Sox de la Carolina League de la clase A Avanzada (Fuerte). En Salem, Asuaje llegó a la base con seguridad en 35 de sus 39 partidos. Mostró un enfoque progresivo con una racha de 50 Hits, 27 carreras anotadas en 39 juegos con 115 apariciones en el plato, desde el 19 de julio hasta el 1 de septiembre de 2014, para terminar el año con una línea de .323 / .398 / .516, 4 jonrones y 28 carreras impulsadas. En general, Asuaje bateó .310 y slugging de .533 en 129 partidos en sus dos temporadas. Además, fue el único jugador en el sistema de menores de Los Medias Rojas para recoger 100 o más carreras impulsadas (101) y llegó a publicar el mejor porcentaje de slugging (.533). También terminó cuarto en jonrones (15) y OBP (.393) y 10º en promedio de bateo (.310).

### 2015
Asuaje fue ascendido a Doble A de la Eastern League con los 	Portland Sea Dogs para el 2015, donde fue uno de los cinco Dogs Sea seleccionados para el Juego de Estrellas de la liga del este. Asuaje terminó con 8 cuadrangulares, 7 triples, 23 dobles, 61 carreras empujadas, 60 carreras anotadas y 9 bases robadas, para un Promedio de bateo AVG.251 / OBP.334 / SLG.374 más de 131 juegos. 
Él también ganó un lugar en la Arizona Fall League como miembro de los Scottsdale Scorpions durante la temporada baja, terminó con 1 cuadrangular, 1 triple, 2 dobles, 7 carreras empujadas, 7 carreras anotadas y 17 bases robadas, para un Promedio de bateo AVG.329 / OBP.359 / SLG.425 en 73 veces al bate en 18 partidos.
El 13 de noviembre de 2015, Los Padres de san Diego cambiaron a Craig Kimbrel al Boston Red Sox, por el 2B Carlos Asuaje, SS Javier Guerra, al Lanzador Logan Allen y al CF Manuel Margot.
El 16 de noviembre de 2015, Carlos Asuaje fue asignado a El Paso Chihuahuas.

### 2016
El 17 de febrero de 2016, Los Padres de san Diego invitaron fuera del roster a Carlos Asuaje al entrenamiento primaveral.
El 31 de marzo de 2016, Carlos Asuaje fue asignado a clase Triple A con los El Paso Chihuahuas de la Pacific Coast League. Él ganó el 2016 PCL Novato del Año, liderando la liga en hits (172) y carreras (98), junto con los primeros 10 totales en dobles (32), triples (11), bases totales (253), promedio de bateo (.321) y porcentaje de embase (.378).
En el 2016 Jugó en el partido de Futuras All-Star, el 10 de julio, a continuación, la Triple-A Juego de las Estrellas tres días más tarde y 2.079 millas de distancia en BB & T Ballpark en Charlotte, Carolina del Norte . 
Los Padres de san Diego promovieron a Asuaje a las Grandes Ligas el 21 de septiembre de 2016. Obteniendo un Promedio de bateo AVG .208 / OBP.240 / SLG .292 fabricando 5 Hit, 2 Carreras impulsadas, 2 carreras anotadas, 2 doble y una base por bola.
Carlos Asuaje es el venezolano 358 en MLB. El larense de 24 años de edad salió como emergente en el séptimo inning y se ponchó. Su equipo, los Padres de San Diego fueron derrotados 3-2 por los Diamondbacks
El 20 de octubre de 2016, Carlos Asuaje asignado a Leones del Escogido.

### 2018
El 4 de diciembre de 2018, Carlos Asuaje es asignado a Leones del Escogido.
EL 10 de diciembre de 2018, Los Texas Rangers reclamaron a Carlos Asuaje 2B de las exenciones de los Padres de San Diego.
EL 19 de diciembre de 2018, Los Rangers de Texas dejaron en libertad a Carlos Asuaje.

### 2019
El 21 de junio de 2019, Los Diamondbacks de Arizona firmaron a Carlos Asuaje a un contrato de ligas menores y es asignado a los Reno Aces de la Pacific Coast League clase Triple A.